# Hydropsyche aerata
Hydropsyche aerata là một loài Trichoptera trong họ Hydropsychidae. Chúng phân bố ở miền Tân bắc.